# TVLM 513-46546
TVLM 513-46546 — одиночная звезда в созвездии Волопаса на расстоянии приблизительно 35 световых лет (около 10,7 парсек) от Солнца. Видимая звёздная величина звезды — +15,09m.
Вокруг звезды обращается, как минимум, одна планета.

## Характеристики
TVLM 513-46546 — красный карлик спектрального класса M8,5V, или M9V, или L0. Масса — около 0,08 солнечной, радиус — около 0,1 солнечного, светимость — около 0,000257 солнечной. Эффективная температура — около 2868 K.

## Планетная система
В 2020 году группой астрономов было объявлено об открытии планеты TVLM 513-46546 b.